# Lipoleucopis praecox
Lipoleucopis praecox är en tvåvingeart som beskrevs av Meijere 1928. Lipoleucopis praecox ingår i släktet Lipoleucopis och familjen markflugor. Arten är reproducerande i Sverige. Inga underarter finns listade i Catalogue of Life.